# Armillaria calvescens
Armillaria calvescens là một loài nấm trong họ Physalacriaceae.